# Scolopia rhamniphylla
Scolopia rhamniphylla är en videväxtart som beskrevs av Ernest Friedrich Gilg. Scolopia rhamniphylla ingår i släktet Scolopia och familjen videväxter. Inga underarter finns listade i Catalogue of Life.